# Unión Nacional Opositora
La Unión Nacional Opositora (UNO) fue una coalición de partidos políticos de Nicaragua, que se formó en 1966 para derrotar al dictador General Anastasio Somoza Debayle, candidato del oficialista Partido Liberal Nacionalista (PLN), en su primer intento de alcanzar la presidencia. Desapareció al año siguiente.

## Formación
En 1966 los doctores Fernando Agüero Rocha (candidato presidencial) y Pedro Joaquín Chamorro Cardenal (director del diario La Prensa) fundaron la Unión Nacional Opositora (UNO) que, como su nombre lo indica, aglutinaba a los 5 partidos de la oposición al somocismo. Esos partidos eran: Partido Conservador de Nicaragua (PCN), Partido Liberal Independiente (PLI), fundado en 1944 por disidentes del PLN), Partido Social Cristiano (PSC) (popularmente llamados los pescaditos debido a que en su bandera aparece un pez), Partido Socialista Nicaragüense (PSN) y el Partido Comunista de Nicaragua (PC de N), recién fundado ese mismo año. Abarcaba desde los partidos de derecha hasta los de centroizquierda e izquierda.
La Prensa le sirvió de campaña a la UNO poniéndole sus anuncios en sus páginas; los lemas de la UNO eran ¡Basta ya!, No más Somoza en el poder, Pinolero pinolero votá por Agüero y Aunque con Fernando no ando con Agüero muero. La oratoria, los gestos, los movimientos y el eslogan ¡Basta ya! de Agüero hacían perder la razón, la inteligencia y el equilibrio de las multitudes que se agrupaban en torno a su atractiva personalidad y a su profundo magnetismo que atraía a gente de todo el país y de todos los estratos sociales.

## La Masacre de la Avenida Roosevelt
El domingo 22 de enero de 1967 se reunió una gran multitud de personas simpatizantes de la UNO en la Plaza de la República, en la capital Managua, frente al Palacio Nacional (hoy Palacio de la Cultura), la Catedral (actual Antigua Catedral de Managua), el Club Social Managua y el Parque Central. Las radios opositoras decían “traigan sus morralitos” queriendo decir que trajeran armas para hacer algo. Cerca de las 5 de la tarde la manifestación salió de la plaza por la Avenida Roosevelt (llamada así por el presidente de Estados Unidos Franklin D. Roosevelt desde 1945), hacia la Casa Presidencial de la Loma de Tiscapa para protestar contra el presidente Lorenzo Guerrero Gutiérrez y el General Anastasio Somoza Debayle. En la esquina del edificio del Banco Nacional de Nicaragua (BNN, actual sede de la Asamblea Nacional de Nicaragua) la protesta fue detenida por efectivos de la Guardia Nacional (GN) armados con fusiles semiautomáticos M1 Garand, estadounidense, de calibre 7,62 x 63 mm. La multitud se sentó allí mientras los dirigentes Fernando Agüero Rocha, Pedro Joaquín Chamorro Cardenal, Manolo Morales Peralta, etcétera, se sentaron en la acera del Edificio Carlos frente al costado este del Almacén Carlos Cardenal, a 5 cuadras al norte (lago) de la cabeza de la manifestación.
Cerca de las 6 PM el Teniente GN Sixto Pineda Castellón, piloto de la Fuerza Aérea, que llegó al lugar con la misión de dispersar la manifestación opositora de la UNO con chorros de agua de un camión cisterna, estaba encima del camión cuando del lado de los manifestantes opositores un individuo anónimo, desde uno de los árboles de laurel de la India de la acera del BNN, disparó con un fusil calibre 22 mm dando muerte al teniente de forma inmediata. Pineda fue el primer muerto pero no el único, pues los soldados de la Guardia Nacional dispararon sus armas contra la gente, primero desde la mencionada avenida y después parapetándose detrás del edificio del Banco Central de Nicaragua, hiriendo y matando a muchos miembros de la Unión Nacional Opositora, centenares de cuerpos caían en la Avenida Roosevelt y hasta hoy no se sabe el número exacto de muertos, aunque según uno de los sobrevivientes, el Doctor Iván Antonio Guerrero Murillo (quien tenía 13 años de edad en ese entonces), dice que calcula que hubo en esa masacre entre 1000 y 1500 muertos, pues había manifestantes armados para derrocar al somocismo. La muchedumbre se dispersó y los dirigentes que estaban en el citado lugar, avisados por Julio Ignacio Cardoze, se refugiaron en el Gran Hotel (hoy Centro Cultural Managua), situado 7 cuadras al norte del Banco Nacional, junto con varios manifestantes.
Un tanque Sherman, mandado por el General Iván Allegret, cañoneó la fachada del hotel, abriendo enormes hoyos en sus paredes. Se evitó la entrada de los miembros de la GN por la mediación de la Embajada de los Estados Unidos. Al día siguiente, 23 de enero, salieron del Gran Hotel. Agüero salió libre, pero Chamorro, Herty Lewites, Carlos Guadamuz Portillo, Samuel Santos López, los hermanos Sergio y Danilo Aguirre Solís, Edén Pastora (capturado el día anterior al entrar a la capital) y otros 24 líderes de la UNO fueron detenidos y presos en la cárcel El Hormiguero. 2 semanas más tarde, el 5 de febrero, Agüero perdió las elecciones ante Anastasio Somoza Debayle y el oficialista Partido Liberal Nacionalista PLN, por lo que este asumió el poder el 1 de mayo de ese mismo año. La Prensa sufrió un saqueo por parte de la GN desde el 22 de enero y no fue hasta el 3 de febrero que circuló, denunciando que las pérdidas de materiales y dinero en sus instalaciones ascendieron a 100.000 córdobas. Los 31 presos fueron liberados por una amnistía del Congreso Nacional el 4 de marzo. 
Agüero, en la búsqueda de llegar a unas elecciones libre, firmó un convenio con Anastasio Somoza Debayle el pacto kupia-kumi (un solo corazón en  idioma misquito), en la Sala Mayor del Teatro Nacional Rubén Darío el 28 de marzo de 1971. Este convenio o pacto establecía las bases para llegar a unas elecciones libre en 1974, para así ser miembro de la Junta Nacional de Gobierno (JNG) del 1 de mayo de 1972 al 1 de diciembre de 1974. A  Somoza, se le permitía ser candidato en esas elecciones, a cambio iba a ver supervigilancia de la O.E.A., y el Partido Conservador iba a tener mayoría en 6 departamentos de Nicaragua, en las juntas receptoras votos; La Prensa, acusó al doctor Agüero de traición y lo calumnió en lo personal. Chamorro trató de hacer otra UNO, lo que fue un fracaso, ya que el pueblo estaba desesperanzado en los procesos electorales y fue por eso que muchos elementos jóvenes, a fines al Partido Conservador, en vez de irse con Chamorro se fueron a empuñar las armas. En diciembre de 1977, en Masatepe lleno la Plaza de Veracruz, puso más de 12,000 personas, mientras que Chamorro no pudo llenar un cine. Chamorro moriría asesinado el 10 de enero de 1978, hecho que desató la insurrección del pueblo nicaragüense para derrocar a Somoza hasta el 19 de julio de 1979 día del triunfo de la Revolución Sandinista. La UNO desapareció como tal ese mismo año 1967 y no resurgiría hasta 1989 con el mismo nombre y las mismas siglas.